# Grażyna Pijanowska
Grażyna Paulina Pijanowska (ur. 3 czerwca 1952 w Wągrowcu) – polska polityk, posłanka na Sejm IV kadencji.

## Życiorys
Jest absolwentką liceum ogólnokształcącego. W latach 1972–1991 pracowała jako referent i specjalista w kilku urzędach i zakładach. Od 1993 prowadzi własną działalność gospodarczą. Od 1975 do rozwiązania należała do Polskiej Zjednoczonej Partii Robotniczej. Od 1987 do 1990 pracowała jako instruktor w KW PZPR w Pile. 
Pełniła funkcję przewodniczącej rady miejskiej w Wągrowcu (1998–2001). Sprawowała mandat posła na Sejm IV kadencji z okręgu pilskiego, wybranego z listy Sojuszu Lewicy Demokratycznej. Pracowała w Komisji Polityki Społecznej i Rodziny. W 2005 nie uzyskała ponownie mandatu. W 2008 po opuszczeniu SLD zasiadła we władzach Polskiej Lewicy. W 2014 bez powodzenia startowała do rady Wągrowca z listy komitetu SLD Lewica Razem.